# دستيني واتفورد
ديستني واتفورد ناشطة بيئية أمريكية. فازت بجائزة جولدمان البيئية في عام 2016.

## سيرة شخصية
نشأت واتفورد في خليج كورتيس بولاية ماريلاند في منطقة بها تلوث هواء كبير. أثناء وجودها في المدرسة الثانوية، بدأت حملة مناهظة ضد مشروع المحرقة الذي تمت الموافقة عليه من قبل المدينة والولاية، ويمكن أن يحرق 4000 طن من النفايات يوميًا. على مدار أربع سنوات، قادت الدعوة مع طلاب آخرين في مدرسة بنجامين فرانكلين الثانوية بناءً على مخاوف بشأن الآثار الصحية الناجمة عن المزيد من تلوث الهواء في المنطقة، بما في ذلك انتشار الربو الذي يعاني منه المجتمع المحلي بالفعل. تضمن عملهم البحث في سياسات استخدام الأراضي وتقسيم المناطق، بالإضافة إلى الضغط على مسؤولي المدارس والحكومة. ألغت وزارة البيئة في ماريلاند مشروع المحرقة في عام 2016.
درست في جامعة توسون. في عام 2018، قدمت في مؤتمر Facing Race. في سن 16، شاركت في تأسيس مجموعة المناصرة Free Your Voice، والتي أصبحت الآن جزءًا من منظمة حقوق الإنسان United Workers.

## الجوائز والتقديرات
حصلت واتفورد على مجموعة متنوعة من الجوائز والأوسمة، بما في ذلك جائزة جولدمان البيئية في عام 2016، بالإضافة إلى الاعتراف بها باعتبارها بطلة مجتمع بيردلاند في عام 2016، Time Next Generation Leader 2016، و Essence Work 100 Woman.

## الخطابة
واتفورد هي متحدثة رئيسية منتظمة حول حماية البيئة والعدالة البيئية . تتضمن اعتمادات التحدث ما يلي:
- متحدثة في 2017 TEDxMidAtlantic[19]
- متحدثة في المؤتمر الوطني للعرق لمواجهة العرق 2018[13]
- الكلمة الرئيسية في ندوة جامعة ماريلاند للعدالة البيئية والتفاوتات الصحية لعام 2018[20]
- الكلمة الرئيسية في مؤتمر الطاقة النظيفة في نيو مكسيكو لعام 2019[21]
- الكلمة الرئيسية في مؤتمر جامعة توسون "The Power of 10" لعام 2019[22]

## روابط خارجية
- ديستني واتفورد: كيف ساعدت ناشطة طالبة مجتمعها في إيقاف محرقة ملوثة | تيد توك، 2017